# Estes Kefauver

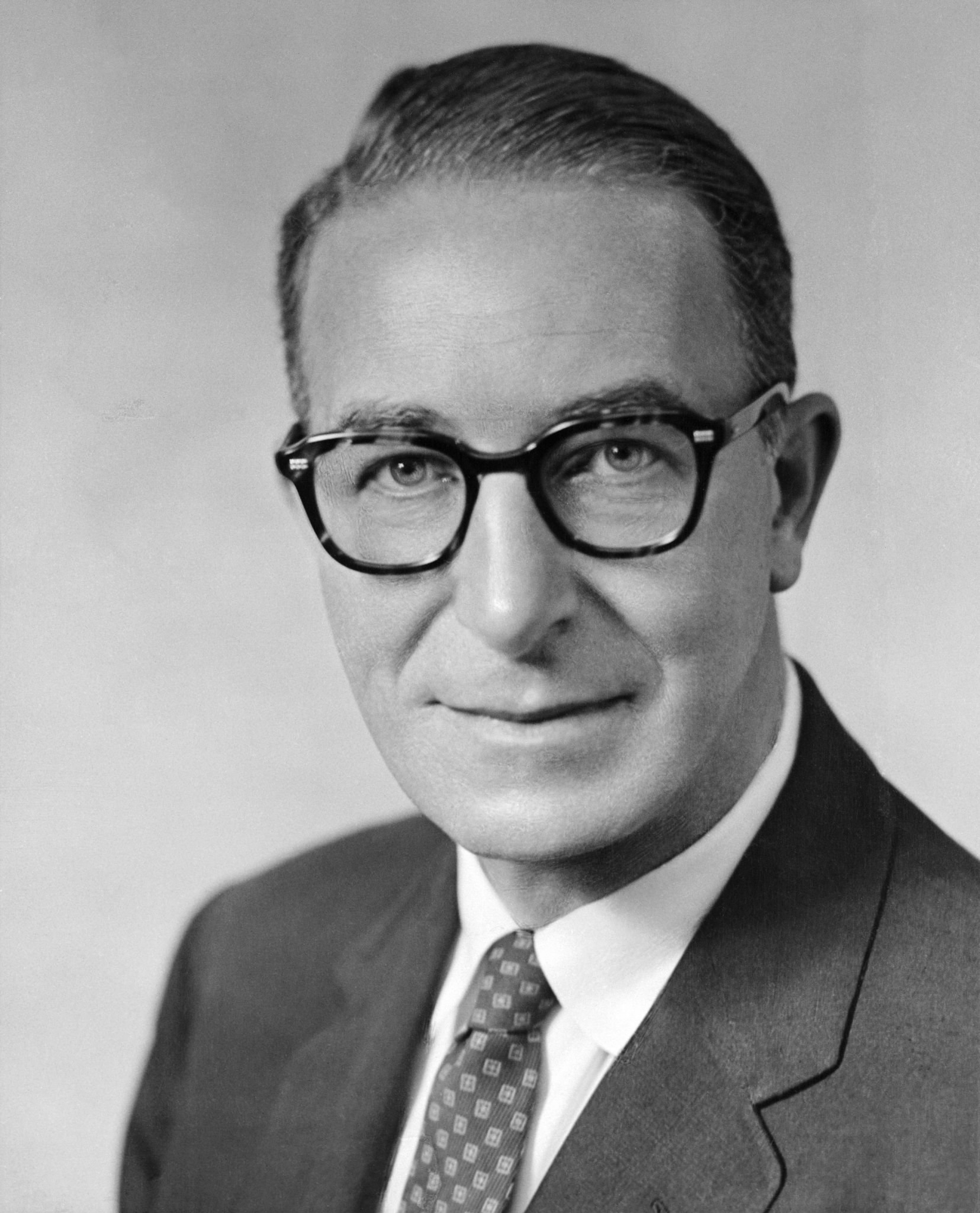
Estes Kefauver.

Carey Estes Kefauver, född 26 juli 1903 nära Madisonville, Tennessee, död 10 augusti 1963 i Bethesda, Maryland, var en amerikansk demokratisk politiker. Han representerade delstaten Tennessee i båda kamrarna av USA:s kongress. Kefauver var Adlai Stevensons vicepresidentkandidat i presidentvalet i USA 1956.

## Tidig karriär
Kefauver avlade 1924 grundexamen vid University of Tennessee och 1927 juristexamen vid Yale Law School. Han inledde därefter sin karriär som advokat i Chattanooga. Han gifte sig 8 augusti 1935 med Nancy Paterson Pigott som var född i Skottland. Följande år kandiderade han utan framgång till delstatens senat.

## Karriär i kongressen
Kefauver representerade Tennessees 3:e distrikt i  USA:s representanthus 1939-1949. Partibossen E.H. Crump från Memphis hade haft stor makt inom demokraterna i Tennessee, speciellt under mellankrigstiden. Kefauver kandiderade i 1948 senatsval med en progressiv agenda som gick stick i stäv mot Crumps intressen. Kefauver utmanade och besegrade sittande senatorn Tom Stewart i demokraternas primärval. "Boss" Crump bekostade under kampanjen helsidesannonser i olika dagstidningar där han utmålade Kefauver som en kommunistsympatisör. Kefauver fick starkt stöd från den liberala tidningen Nashville Tennessean och vann sedan också själva senatsvalet. Kefauver representerade Tennessee i USA:s senat från 3 januari 1949 fram till sin död.
Kefauver stod fackföreningsrörelsen nära och han var känd som en av maffians skarpaste motståndare i den amerikanska politiken. Han var ordförande för specialutskottet Senate Special Committee to Investigate Crime in Interstate Commerce 1950-1951. Kefauvers utskott undersökte den organiserade brottslighetens och korruptionens roll i handeln mellan delstaterna. Tv-sändningarna från specialutskottets förhör med maffiabossar som Frank Costello gav Kefauver ett gynnsamt läge inför presidentvalet i USA 1952.

## Presidentvalet 1952
Primärvalens betydelse var inte särskilt stor för demokraterna år 1952. Kefauver var i den särklass populäraste kandidaten och han vann 12 av de 15 primärval som demokraterna ordnade inför presidentvalet 1952. Trots detta nominerades han inte av demokraternas partikonvent. I New Hampshire fanns ämbetsinnehavaren Harry S. Trumans namn med bland kandidaterna men Kefauver vann även där. Truman hade inte fört någon kampanj i New Hampshire och han bestämde sig sedan att inte alls ställa upp till omval. Demokraternas ledare föredrog Adlai Stevenson i den nya situationen. Kefauver hade fått över tre miljoner röster i demokraternas primärval, medan Stevenson endast hade fått 78 000. Partiet nominerade i alla fall Stevenson. John Sparkman, en konservativ politiker från Alabama, nominerades till vicepresidentkandidat. Republikanerna Dwight D. Eisenhower och Richard Nixon vann valet.

## Presidentvalet 1956
Primärvalen spelade en mycket större roll år 1956. Kefauver såg ut att vara på väg mot ett liknande segertåg som fyra år tidigare. Han vann överlägset i New Hampshire och fortsatte med segrar i Minnesota och Wisconsin. Stevenson vände trenden med segrar i Oregon, Florida och Kalifornien. Kefauver gav upp efter det förkrossande nederlaget i Kalifornien. Kefauver vann också den gången flera delstater men Stevenson fick över hälften av de i primärvalen avgivna rösterna.
I senare presidentval i USA har det formats en tradition att presidentkandidaten själv väljer sin vicepresidentkandidat. Stevenson nominerades 1956 på nytt av demokraternas konvent och han själv skulle ha föredragit John F. Kennedy som sin medkandidat men tog inte offentligt ställning i saken utan lät delegaterna välja. Kefauver nominerades efter tre omröstningar. Kennedy hade övertagit ledningen efter två omröstningar men de flesta av Albert Gores anhängare ställde sig bakom Kefauver i den tredje omröstningen.
Stevenson och Kefauver led ett förkrossande nederlag mot Eisenhower och Nixon. De demokratiska kandidaterna förlorade till och med i sina hemstater Illinois och Tennessee. Stevenson och Kefauver vann i Missouri, Arkansas, Mississippi, Alabama, Georgia, South Carolina och North Carolina. I de flesta fall tenderar vinnaren i Missouri vinna i hela landet men 1956 utgör ett undantag till den regeln.
Kefauver bestämde sig för att inte kandidera i presidentvalet i USA 1960. Han satsade på sin karriär som senator i stället och avled 1963 i ämbetet. Hans grav finns på familjekyrkogården i Monroe County, Tennessee.